# Fudbalski Klub Sloboda Novi Grad
Il Fudbalski klub Sloboda, in cirillico Фудбалски клуб Слобода (it. Club calcistico Libertà), noto come Sloboda (NG), è una società calcistica bosniaca con sede a Novi Grad, città situata nella Repubblica Srpska, in Bosnia ed Erzegovina.

## Storia
Il club nasce nel 1910 e fino al 1992 è noto come Sloboda Bosanski Novi, poi, con la dissoluzione della Jugoslavia, la città cambia il nome da Bosanski Novi a Novi Grad, ed anche la squadra diviene Sloboda Novi Grad.
Lo Sloboda nasce quindi sotto l'Austria Ungheria, ma pochi anni dopo si ritrova nel Regno di Jugoslavia. Insieme al Krajišnik, anche questo dalla regione della Bosanska Krajina, corrispondente più o meno alla banovina del Vrbas, è fra i fondatori della sottofederazione di Zagabria (ZNP). negli anni '20 è fra i protagonisti della VIII župa ZNP ("ottava parrocchia della sottofederazione di Zagabria), riuscendo a vincerla nel 1923, venendo poi battuto dal Željezničar Sisak nelle finali provinciali.
Nel 1933 la VIII župa si rende indipendente e diviene sottofederazione di Banja Luka (BNP), e lo Sloboda è anche in questo caso fra i fondatori, sebbene non sia più competitivo come nel decennio precedente.
Durante gli anni della Jugoslavia socialista, il club raggiunge il suo punto più alto partecipando alla seconda divisione nel 1972-73.
Dopo la dissoluzione della Jugoslavia, lo Sloboda entra nelle competizioni calcistiche della Repubblica Srpska, la parte serba della Bosnia ed Erzegovina. Milita quasi sempre in Prva liga Republike Srpske che fino al 2002 è la prima divisione della parte serba del paese, poi diviene la seconda del paese unificato. Nel 2016 viene retrocesso in terza divisione, ma nel 2020 viene ripescato in seconda grazie all'ampliamento del campionato a 16 squadre, della buona situazione finanziaria del club e del buon stato dello stadio.

## Palmarès

### Competizioni regionali
- Banjalučki nogometni podsavez: 2

1922-1923, 1929-1930

## Giocatori

### Rosa attuale
Aggiornata al 17 aprile 2021
| N. |                                 | Ruolo | Calciatore        |
| -- | ------------------------------- | ----- | ----------------- |
| 1  | Bosnia ed Erzegovina (bandiera) | P     | Elvir Trako       |
| 2  | Bosnia ed Erzegovina (bandiera) | D     | Ermin Šumić       |
| 3  | Bosnia ed Erzegovina (bandiera) | D     | Živko Bubić       |
| 4  | Bosnia ed Erzegovina (bandiera) | C     | Ahmet Palić       |
| 5  | Bosnia ed Erzegovina (bandiera) | D     | Adnan Salkić      |
| 6  | Bosnia ed Erzegovina (bandiera) | C     | Dragan Arežina    |
| 7  | Bosnia ed Erzegovina (bandiera) | C     | Boban Živanić     |
| 8  | Bosnia ed Erzegovina (bandiera) | C     | Mario Desnica     |
| 9  | Bosnia ed Erzegovina (bandiera) | A     | Stefan Trivan     |
| 10 | Bosnia ed Erzegovina (bandiera) | A     | Ljuban Antonić    |
| 12 | Bosnia ed Erzegovina (bandiera) | P     | Aleksandar Rašeta |

| N. |                                 | Ruolo | Calciatore         |
| -- | ------------------------------- | ----- | ------------------ |
| 13 | Bosnia ed Erzegovina (bandiera) | D     | Lazar Radišić      |
| 14 | Bosnia ed Erzegovina (bandiera) | A     | Miloš Galin        |
| 15 | Bosnia ed Erzegovina (bandiera) | D     | Saša Stojnić       |
| 17 | Bosnia ed Erzegovina (bandiera) | C     | Filip Vejnović     |
| 18 | Bosnia ed Erzegovina (bandiera) | A     | Bojan Vučen        |
| 19 | Bosnia ed Erzegovina (bandiera) | D     | Mateja Dodig       |
| 20 | Bosnia ed Erzegovina (bandiera) | D     | Bojan Kostadinović |
| 22 | Bosnia ed Erzegovina (bandiera) | C     | Adis Plavulj       |
| 23 | Bosnia ed Erzegovina (bandiera) | P     | Milan Konddić      |
|    | Bosnia ed Erzegovina (bandiera) |       | Mirza Bedžetović   |
|    | Bosnia ed Erzegovina (bandiera) |       | Rade Davidović     |
|    | Bosnia ed Erzegovina (bandiera) |       | Marko Ivančević    |

## Allenatori
- Milan Vujasin
- Mirko Tintor
- Milorad Inđić
- Ernst Šabić
- Zoran Kondić
- Ljubiša Drljača
- Zlatko Jelisavac
- Duško Vranešević